# Peperomia collinsii
Peperomia collinsii là một loài thực vật có hoa trong họ Hồ tiêu. Loài này được Villa miêu tả khoa học đầu tiên.